# Premier de Osaka 2019
El Toray Pan Pacific Open 2019 fue un torneo de tenis jugado en canchas duras indoor. Fue la 36.ª edición del Toray Pan Pacific Open, y formó parte de la Serie Premier del WTA Tour 2019. Se llevó a cabo en Osaka (Japón) del 16 al 22 de septiembre de 2019.

## Distribución de puntos
| Modalidad           | Campeona | Finalista | Semifinales | Cuartos de final | 2ª ronda | 1ª ronda | Clasificadas | 3ª ronda de clasificación | 2ª ronda de clasificación | 1ª ronda de clasificación |
| Individual femenino | 470      | 305       | 185         | 100              | 55       | 1        | 25           | 18                        | 13                        | 1                         |
| Dobles femenino     | 470      | 305       | 185         | 100              | -        | 1        | -            | -                         | -                         | -                         |

## Cabezas de serie

### Individual femenino
| Tenista              | Ranking | Preclasificada |
| Naomi Osaka          | 4       | 1              |
| Kiki Bertens         | 8       | 2              |
| Sloane Stephens      | 14      | 3              |
| Angelique Kerber     | 15      | 4              |
| Madison Keys         | 16      | 5              |
| Anastasija Sevastova | 18      | 6              |
| Donna Vekić          | 21      | 7              |
| Petra Martić         | 23      | 8              |
| Elise Mertens        | 24      | 9              |

- Ranking del 9 de septiembre de 2019.[2]

### Dobles femenino
| Tenista                          | Ranking | Preclasificada |
| Anna-Lena Grönefeld Demi Schuurs | 24      | 1              |
| Hao-Ching Chan Yung-Jan Chan     | 32      | 2              |
| Nicole Melichar Květa Peschke    | 38      | 3              |
| Darija Jurak Katarina Srebotnik  | 82      | 4              |

## Campeonas

### Individual femenino
Naomi Osaka venció a  Anastasiya Pavliuchenkova por 6-2, 6-3

### Dobles femenino
Hao-Ching Chan /  Yung-Jan Chan vencieron a  Shu-Ying Hsieh /  Su-Wei Hsieh por 7-5, 7-5 